# 甲斐ゼミナール

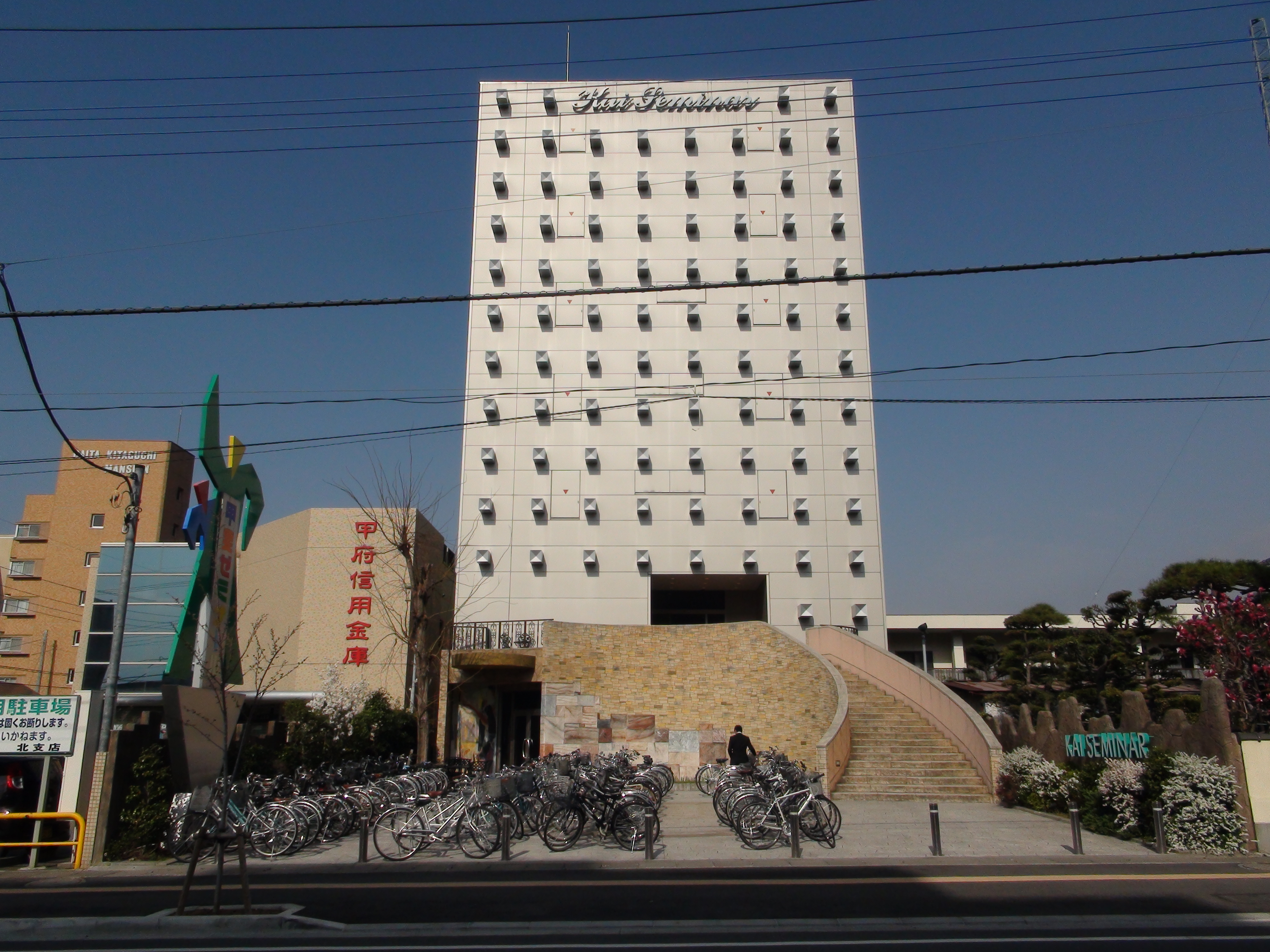
甲斐ゼミナール甲府北口本部（2013年3月撮影）

甲斐ゼミナール（かいゼミナール）は、山梨県を拠点とする大手塾。運営会社は株式会社サンキョーである。

## 会社概要
- 設立：1974年3月
- 本社住所：山梨県甲府市武田1-2-19

## 教室一覧

### 山梨県国中地方
- 甲府市
  - 北口本部教室
  - 南口本部教室
  - 北教室
  - 西本部教室
  - 東本部教室
  - 城南本部教室
  - 小瀬教室
  - 酒折駅前教室(個別指導専用)
- 南アルプス市
  - 小笠原本部教室
  - 若草教室
  - 八田教室
- 甲斐市
  - 竜王本部教室
  - 竜王駅前教室
  - 敷島教室
  - 双葉教室
- 中央市
  - 田富本部教室
  - 玉穂教室
- 韮崎市
  - 韮崎本部教室
  - 韮崎東教室
- 北杜市
  - 長坂教室
- 笛吹市
  - 石和本部教室
  - 石和富士見教室
  - 御坂教室
- 山梨市
  - 山梨本部教室
- 甲州市
  - 塩山本部教室
- 中巨摩郡昭和町
  - 昭和教室
  - 常永教室
- 西八代郡市川三郷町
  - 市川教室
- 南巨摩郡富士川町
  - 富士川教室

### 山梨県郡内地方
- 富士吉田市
  - 富士吉田教室
- 大月市
  - 大月教室
- 都留市
  - 都留教室
- 上野原市
  - 上野原教室
- 南都留郡富士河口湖町
  - 河口湖教室
- 南都留郡忍野村

忍野教室

### 長野県
- 松本市
  - 松本教室
  - 高宮教室
  - 松本清水教室
  - 村井教室
- 岡谷市
  - 岡谷教室
- 諏訪市
  - 諏訪教室
  - 諏訪南教室
- 茅野市
  - 茅野教室

### 静岡県
- 富士宮市
  - 小泉教室
  - 宮原教室
- 富士市
  - 岳陽教室

## その他
- 2月から3月にかけて山梨放送とテレビ山梨で放送されている番組のスポンサーになることもある。
- 2018年現在、校長は大島保である。